# Dzieło korporacyjne
Dzieło korporacyjne Prałatury Opus Dei to nazwa określająca różnego rodzaju dzieła apostolskie prowadzone przez członków Opus Dei wraz z innymi ludźmi. Inicjatywy te oparte są na chrześcijańskim zapale apostolskim świeckich i jedynie osoby świeckie są odpowiedzialne za ich prowadzenie. Z tego względu nie są to tak zwane dzieła katolickie, ale dzieła prowadzone przez chrześcijan, z udziałem nawet niechrześcijan. Prałatura Opus Dei przejmuje jedynie odpowiedzialność za formację duchową w nich prowadzoną. 
Jak pisze John Allen w książce o Opus Dei: "Poza działaniami całkowicie indywidualnymi, członkowie uczestniczą czasem w zbiorowych przedsięwzięciach, takich jak szkoły, ośrodki młodzieżowe czy instytuty rolnicze. Niektórym z nich Opus Dei udziela swego duchowego i doktrynalnego kierownictwa; w takich przypadkach stają się one “korporacyjnymi dziełami” Opus Dei. Nie wynika z tego, że Opus Dei staje się ich właścicielem; wspiera je tylko działaniami formacyjnymi. W wielu przypadkach w tworzeniu tych projektów, a następnie w administrowaniu nimi mają udział osoby nie należące do Dzieła. ".

## Przykłady
Oto niektóre dzieła korporacyjne Opus Dei:
- Uniwersytet Nawarry i Klinika Uniwersytetu Nawarry w Pampelunie
- Kampus Biomedyczny w Rzymie
- Uniwersytet św. Krzyża w Rzymie
- Szpital Monkole w Demokratycznej Republice Kongo
- Szpital Fundacji Nigru w Nigerii.
- IESE w Barcelonie, filia Uniwersytetu Nawarry
- IPADE w mieście Meksyk
- Uniwersytet Andyjski w Santiago
- Uniwersytet Austral (Argentyna)
- Uniwersytet św. Krzyża i Centrum ELIS (szkoła techniczna) w Rzymie
- Uniwersytet Montevideo
- Uniwersytet Piura w Peru
- Uniwersytet Strathmore w Nairobi (Kenia)
- The Heights School - szkoła podstawowa w USA
- Oakcrest - szkoła podstawowa w USA dla dziewcząt
- szkoła Nagasaki Seido w Japonii
- szkoła Kianda w Kenii
- Netherhall House - dom akademicki w Londynie[2]